# Bob Gale

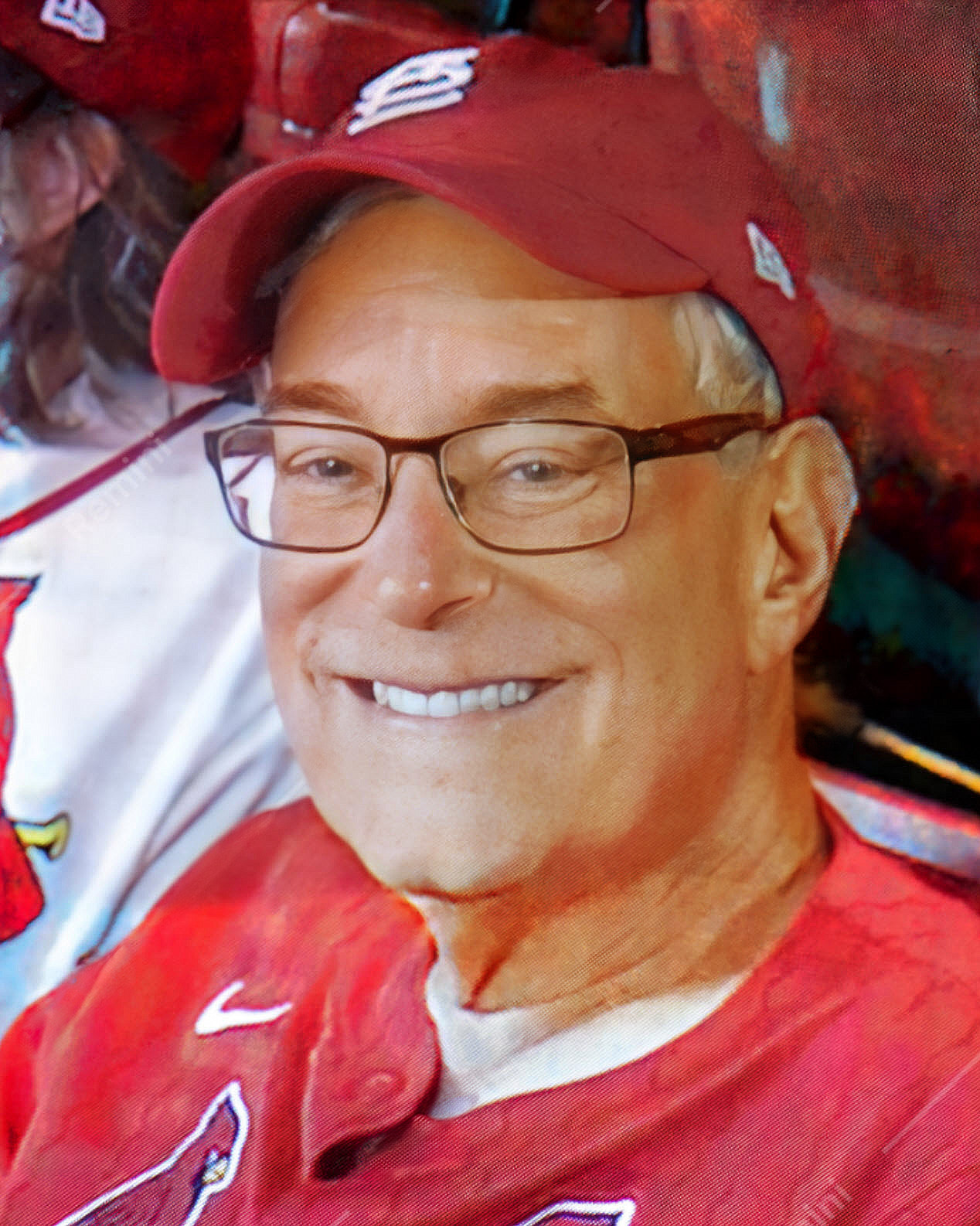
Bob Gale, 2024

Michael Robert „Bob“ Gale (* 25. Mai 1951 in University City, Missouri) ist ein US-amerikanischer Drehbuchautor, Produzent und Schriftsteller.

## Werdegang
Als Kind hatte er den Traum, „nach Hollywood zu gehen und für Walt Disney zu arbeiten“, der sein Held war. Gale studierte Filmwissenschaften an der University of Southern California. Sein Studium schloss er 1973 mit dem Bachelor ab. Einer seiner Kommilitonen dort war Robert Zemeckis, dem er seither professionell wie privat freundschaftlich verbunden ist. Gemeinsam betätigten die beiden sich als Drehbuchautoren von Filmen wie 1941 – Wo bitte geht’s nach Hollywood (1979), I Wanna Hold Your Hand (1979; auch Co-Produzent), Used Cars (1980; auch Produzent), Trespass (1992) und Geschichten aus der Gruft: Bordello of Blood (1996).
Sein berühmtestes Werk ist die Zurück-in-die-Zukunft-Reihe, die von Robert Zemeckis mit Michael J. Fox und Christopher Lloyd verfilmt wurde. Gale wirkte als Co-Autor am Drehbuch des ersten Teils (1985) und als Hauptautor an den Drehbüchern der beiden übrigen Teile (1989 und 1990) der Trilogie mit. Außerdem fungierte er als Co-Produzent aller drei Teile. Im Anschluss produzierte er die auf den „Zurück in die Zukunft“-Filmen basierende gleichnamige Zeichentrickserie von 1991. 2002 versuchte Gale sich mit Interstate 60 (der letzte Film, in dem Michael J. Fox und Christopher Lloyd zusammen spielten) erstmals als regulärer Filmregisseur. 1995 hatte er sich bereits als Regisseur eines interaktiven Kurzfilms versucht.
Gale unterstützte ferner den US-amerikanischen Computerspielentwickler Telltale Games als Berater bei der im Dezember 2010 erschienenen ersten Episode der Adventurereihe Back to the Future – The Game. Auch bei den weiteren vier Teilen wird er diese Tätigkeit ausüben.
Daneben hat Gale für verschiedene Verlage als Autor gearbeitet: für DC-Comics schrieb er 1999 das von der Kritik hoch gelobte One-Shot Batman: No Law and a New Order sowie einige Hefte der fortlaufenden Batman-Reihen. Für Marvel Comics verfasste er einige Daredevil-Geschichten.